# 増田裕美
増田 裕美（ますだ ゆみ、1997年1月31日 - ）は、日本のタレント、MC。

## 来歴
プロレスファン歴10年（2016年時）。全日本プロレスを観戦してプロレスに興味を持ち、枝分かれしたWRESTLE-1は旗揚げから見ている。
2016年、インターネットプロレス専門放送局ニコニコプロレスチャンネルが女性MCを起用すべくオーディションを開催したニコプロ女性MCオーディションにおいて合格。1月4日の放送より活動を開始。オーディション応募理由は「プロレスにかかわる仕事がしたかったから」。
2017年、城西大学・全学応援団第四十八代団長代行に就任。
2018年8月26日、Fighting Team A-TOYS主催「ACF」の大阪市中央区・ドーンセンター大会でリングアナウンサーデビュー。

## 人物
ニコプロMCデビュー前にも2016年7月16日「24時間WRESTLE-1（「WRESTLE-1 MANIA～24時間プロレスLOVE」）」（河野真幸の「どーのこーの」のコーナー）にとして出演歴がある。このことも手伝い、ニコプロでの中継担当もWRESTLE-1系列の団体をおもに担当する。
ニコプロ女性MC合格者の中では唯一バックボーンにアナウンサー、声優、ミュージシャンなどのタレント活動歴がない素人出身。そのため、いわゆるプ女子の代表としてプロレスの面白さを広げていきたいと発している。
もともと後楽園ホールのある水道橋に通っていたが、ニコプロ放送スタジオも近隣（神保町）のため近隣情報にも詳しい。WRESTLE-1以外はウィキペディアで選手情報を確認している。
きっかけは全日本プロレスだが、新日本プロレスも小学生のころに父と度々観戦していた（いわくそんなに混んでいない時代）。

## 出演
- 【ニコプロ女性MCオーディション番組】「プロレスマスコミインタビュー」（2016年12月2日、ニコプロ） - ゲスト:佐瀬順一
- 「東京愚連隊興行4.4新宿FACE大会 見ながらトーク！」（2016年12月18日、ニコプロ） - 共同MC：会沢咲 燈廻ゆり
- 「観戦した大会の魅力をプレゼンして視聴者を会場に行きたくさせよう！」（2016年12月27日、ニコプロ）
- 「ニコプロ女性MCオーディション結果発表＆新日本プロレス『戦国炎舞 -KIZNA- Presents WRESTLE KINGDOM 11 in 東京ドーム 』見ながらトーク！！」（2017年1月4日、ニコプロ）
- プロレスリングA.C.E.中継（2017年1月21日 - 、ニコプロ）[6] - 実況・解説
- ニプ女サミット（仮）（2017年1月30日 - 、ニコプロ）
- WRESTLE-1中継（2017年5月28日 - 、ニコプロ）- コメンタリー